# Fortschritt Landmaschinen

Das seit 1955 eingetragene „Fortschritt“-Warenzeichen

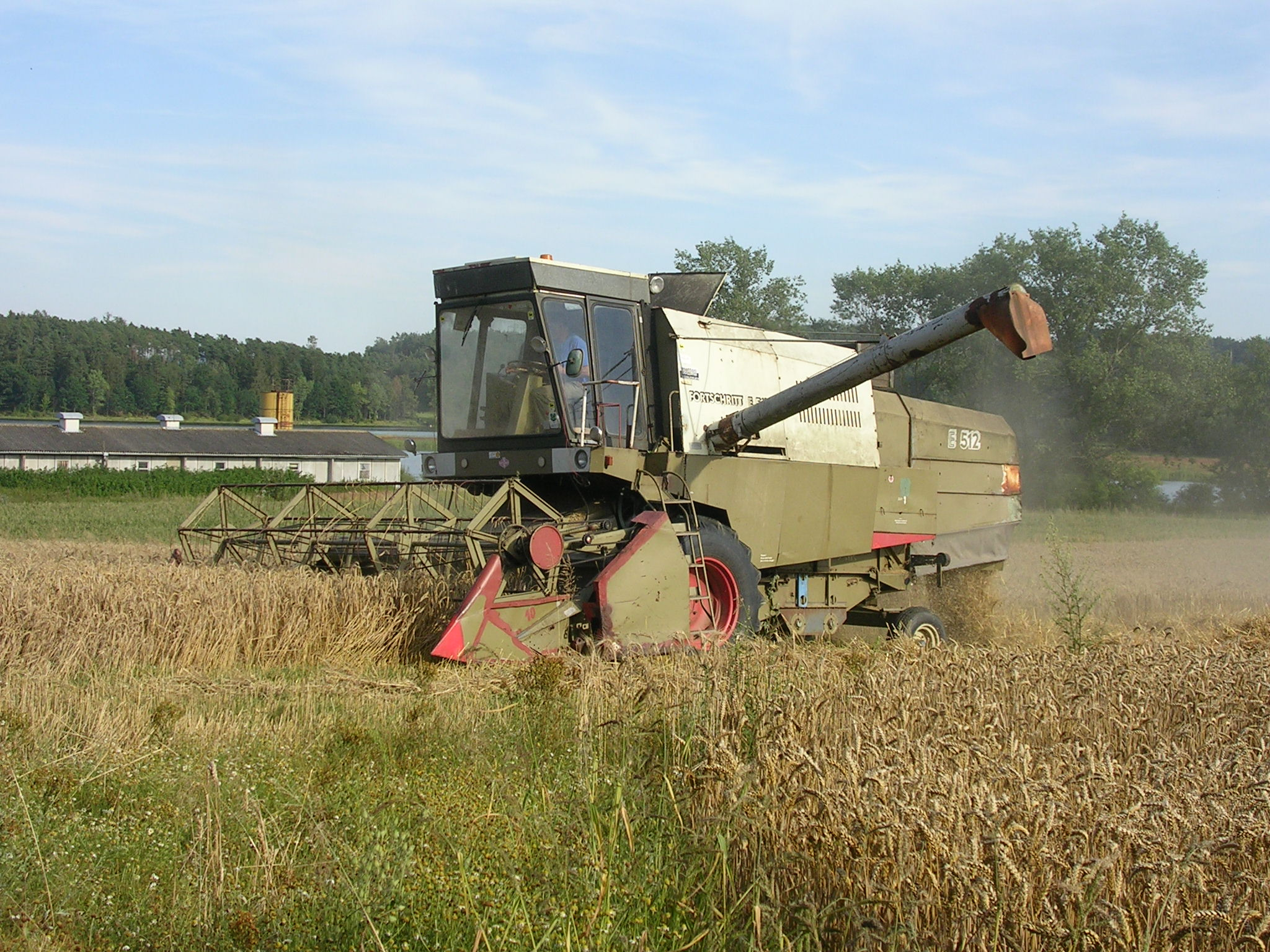
Mähdrescher E512

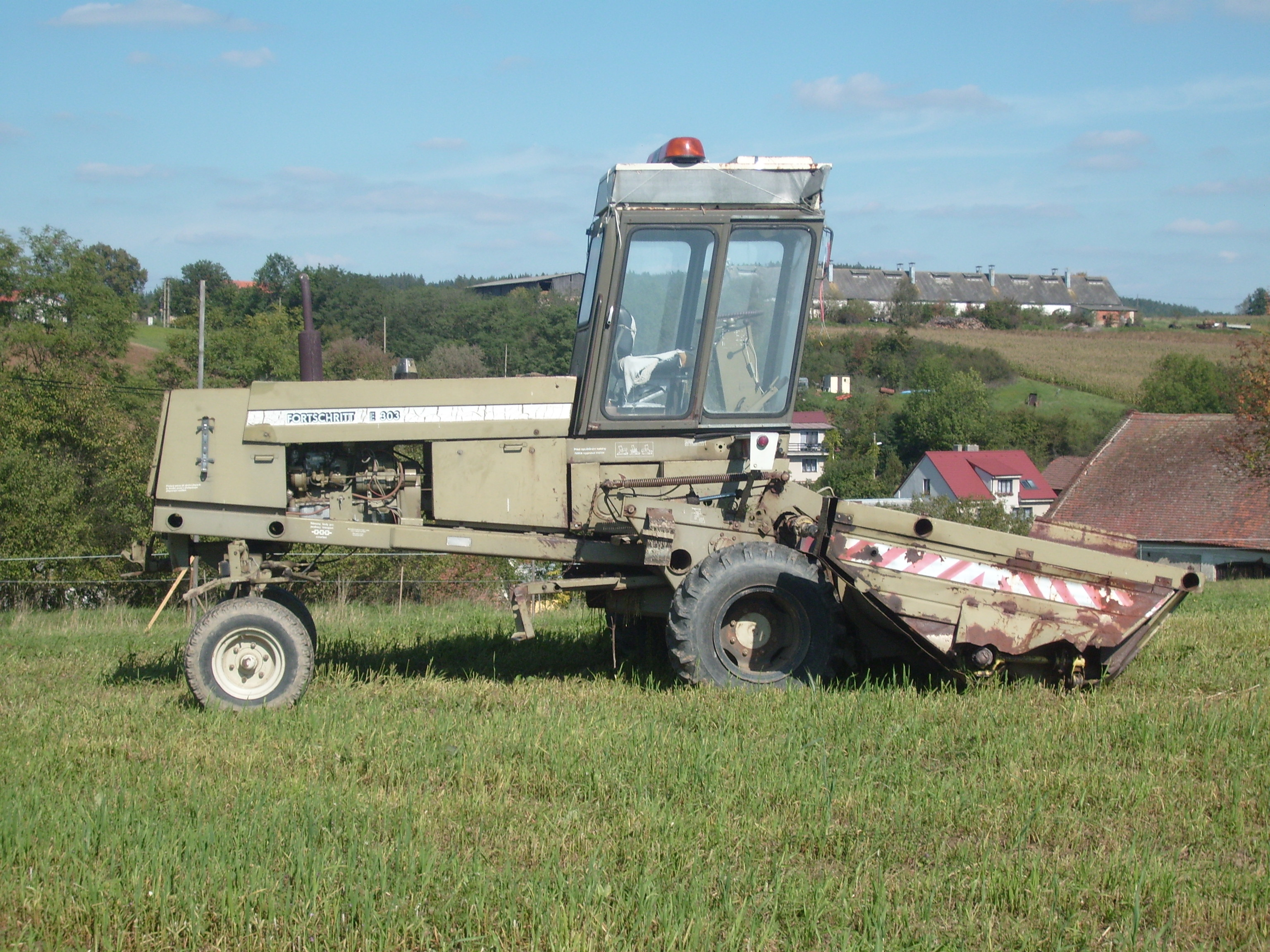
Schwadmäher E303

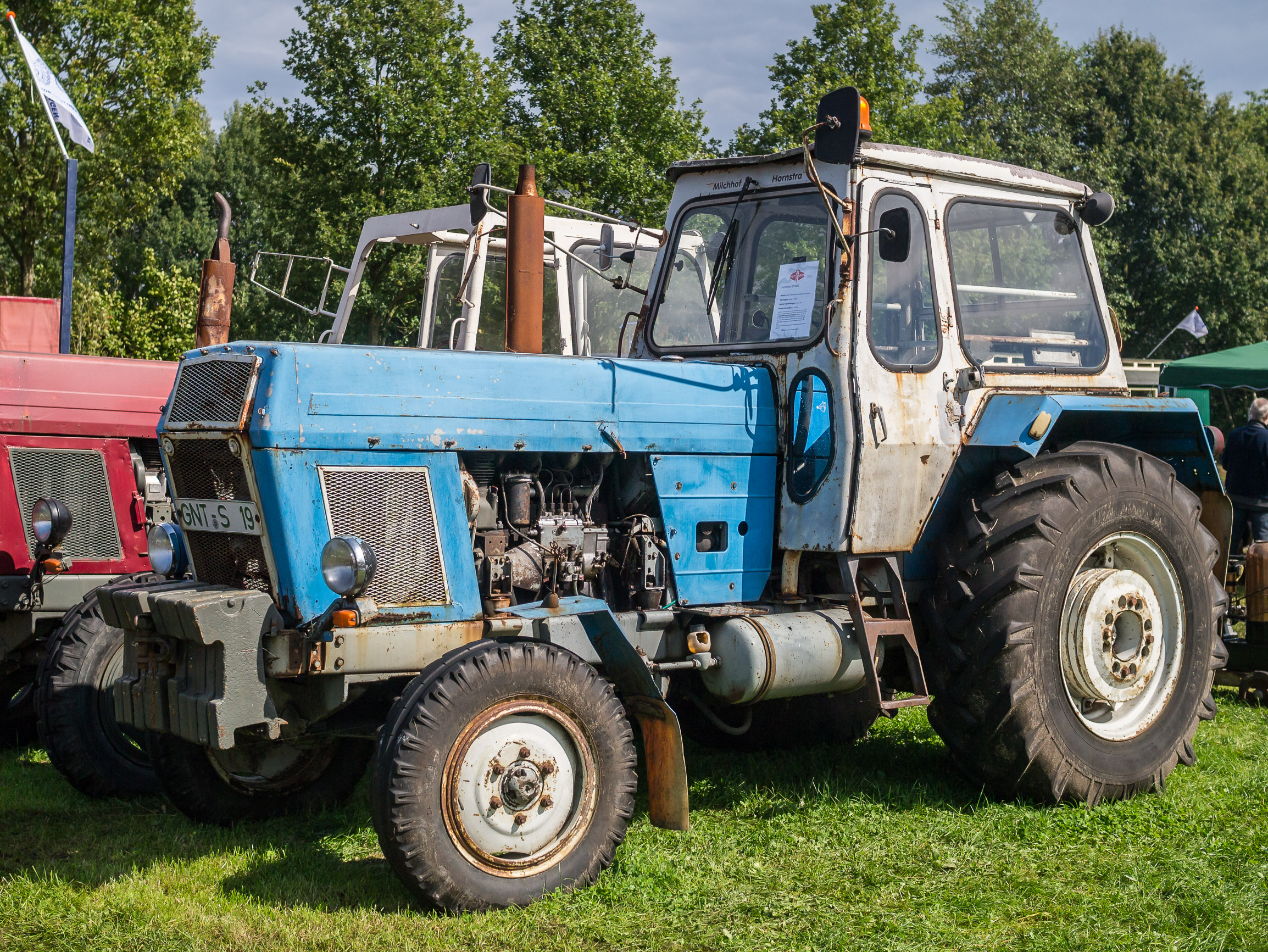
Fortschritt Traktor ZT 300

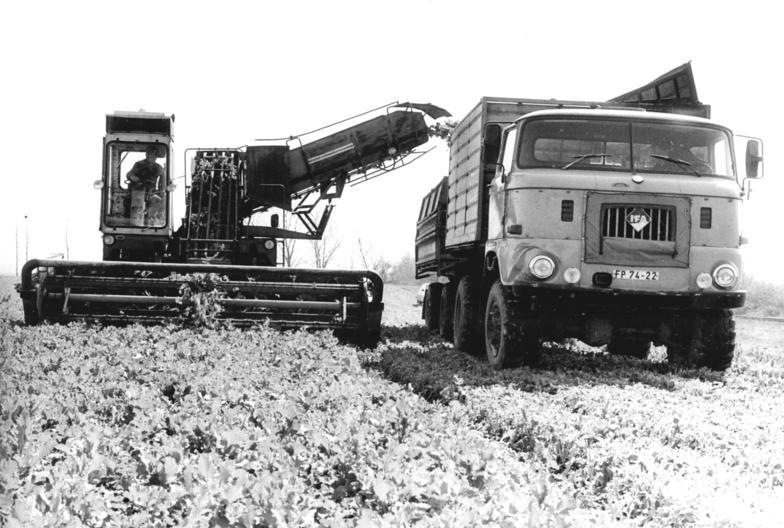
Fortschritt-Mäher bei der Grünfutterernte

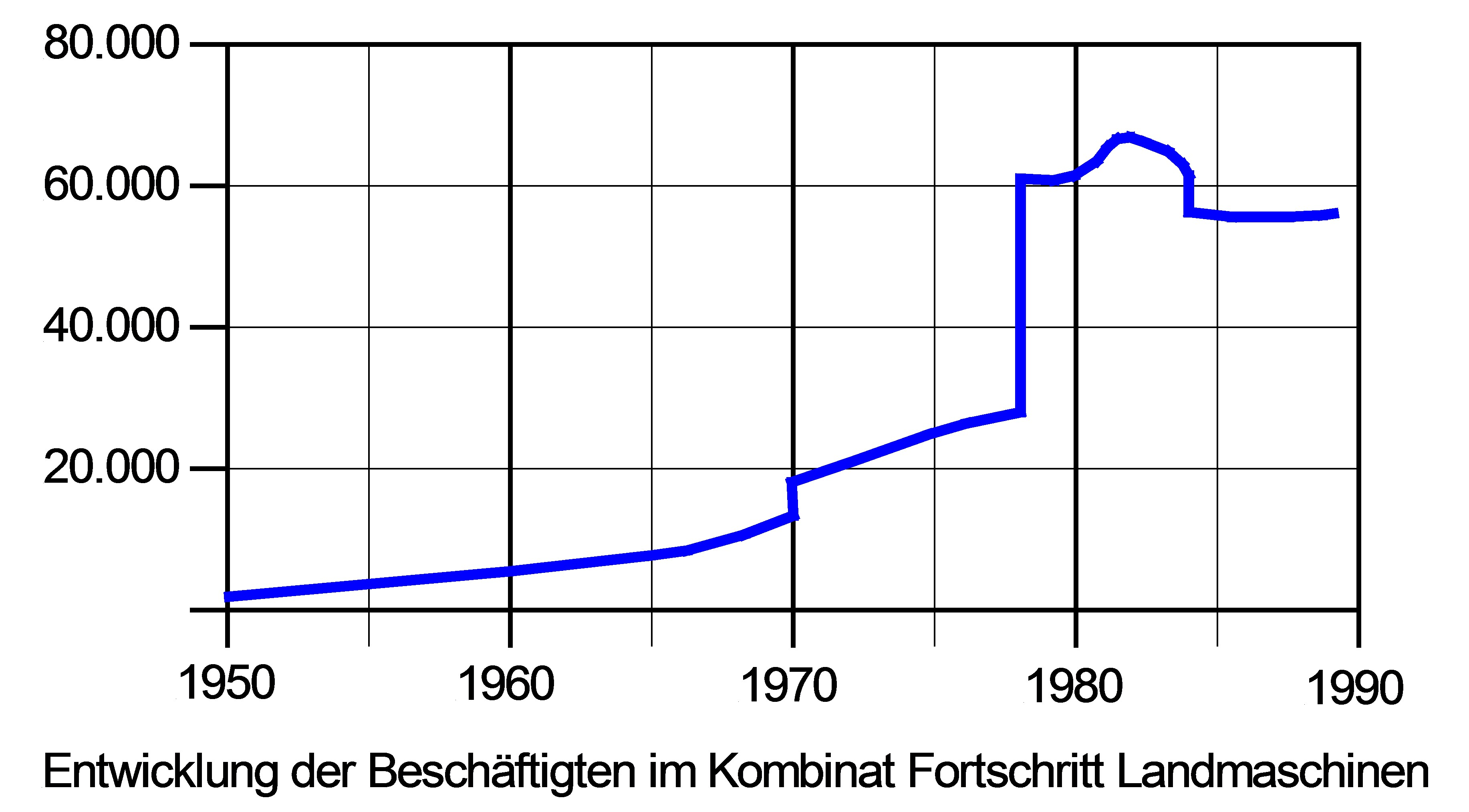
Entwicklung der Beschäftigten des Kombinates Fortschritt Landmaschinen

Das Kombinat Fortschritt Landmaschinen war in der DDR ab den 1960er Jahren der größte Landtechnikhersteller. Ab 1978 war hier der gesamte Landmaschinenbau der DDR und Teile des Nahrungsgütermaschinenbaus zusammengefasst.
Das Kombinat unterstand dem Ministerium für Allgemeinen Maschinen-, Landmaschinen- und Fahrzeugbau.

## Geschichte
Die erste Entwicklungsetappe des Kombinates Fortschritt Landmaschinen begann 1951 durch den Zusammenschluss von fünf ostsächsischen Landmaschinenbetrieben der VVB Land-, Bau- und Holzbearbeitungsmaschinen (VVB LBH). Das waren die Betriebe:
- Herkules-Landmaschinen-Werke Neustadt/Sachsen (ehemals Zweigwerk der Hering AG Nürnberg)
- Landmaschinenfabrik Stolpen (ehemals Firma Carl August Klinger)
- Kombinus-Dreschmaschinenbau Singwitz (ehemals Firma Hermann Raußendorf)
- Landmaschinenfabrik Bischofswerda (ehemals Firma Max Knauthe)
- Maschinen- und Getriebebau Kirschau (ehemals Firma C. A. Wagner)

Die Betriebe in Neustadt in Sachsen und Stolpen hatte man schon 1949 unter dem Namen Fortschritt-Landmaschinenwerke mit einer gemeinsamen Leitung in Neustadt zusammengeführt.
Die Bildung der VVB LBH Fortschritt Landmaschinenwerke Neustadt/Sachsen war ein erster Schritt zur Konzentration und Profilierung im Landmaschinenbau der DDR. Das Unternehmen wurde in der Folgezeit durch Zuordnung weiterer Betriebe des ostsächsischen Raumes sowie umfangreiche Investitionen erweitert und auf die Entwicklung und Produktion von Getreide- und Futtererntetechnik ausgerichtet.
1953 erfolgte die Umbenennung in VEB Fortschritt Erntebergungsmaschinen und 1964 in VEB Kombinat Fortschritt Landmaschinen. Bereits 1955 wurde das bis 1990 verwendete Fortschritt-Warenzeichen beim Amt für Erfindungs- und Patentwesen der DDR eingetragen.
In Verbindung mit dem Zusammenschluss von Land- und Nahrungsgütermaschinenbau zur VVB Land- und Nahrungsgütertechnik im Jahre 1970 begann für das Kombinat Fortschritt die zweite Etappe. Es übernahm neben weiteren Betrieben aus der Region und dem VEB Petkus Landmaschinenwerk Wutha aus dem Bereich des Nahrungsgütermaschinenbaus die Betriebe
- VEB Mühlenbau Dresden,
- VEB Mühlen- und Maschinenbau Wittenberg,
- VEB Erfurter Mälzerei- und Speicherbau,
- VEB Bäckereimaschinenbau Halle,
- VEB Apparatebau Nordhausen.

Die Erzeugnisverantwortung gegenüber der Landwirtschaft in der DDR umfasste ab diesem Zeitpunkt die Maschinensysteme für die Getreideproduktion und -verarbeitung sowie die Halmfutterproduktion und -verarbeitung.
In den 1970er Jahren wurden vor allem kleinere und mittlere Betriebe, darunter ehemalige private bzw. halbstaatliche Unternehmen des Landmaschinen- und Zulieferbereiches, übernommen und als Betriebsteile bzw. Betriebsstätten in die entsprechenden Kombinatsbetriebe eingeordnet.
Die dritte Etappe begann mit der Neugründung des Kombinates Fortschritt Landmaschinen im Jahre 1978. Ab diesem Zeitpunkt war der Landmaschinenbau der DDR in dieser Wirtschaftseinheit bis zur offiziellen Einstellung der Tätigkeit am 30. Juni 1990 zusammengefasst.
Nach Auflösung des Kombinates im Frühsommer 1990 entstanden unter Treuhandverwaltung zunächst 53 GmbHs. Der Stammbetrieb in Neustadt in Sachsen bestand als Fortschritt Erntemaschinen GmbH weiter.
Seit 2016 firmiert unter der Marke "Fortschritt" die chinesische Firma "Fortschritt Agritech Ltd".

## Betriebe
Mit der Gründung des Kombinates Fortschritt im Jahre 1951 wurde auf die Schaffung eines Großbetriebes mit einer zentralen Leitung in Neustadt/Sachsen orientiert. Die einzelnen Betriebe hatten de facto den Status von Produktionsbereichen. Organisations- und Leitungsstruktur des Kombinats wurden unter diesem Aspekt in der Folgezeit ausgebaut. Dazu gehörte unter anderem der Aufbau eines zentralen Forschungs- und Entwicklungsbereiches in Neustadt/Sachsen. Die in den 1950er und 1960er Jahren übernommenen Betriebe dienten vor allem der Kapazitätserweiterung und konnten in diese Struktur integriert werden.
Für einige der 1970 übernommenen Betriebe war eine solche Integration nicht ohne weiteres möglich. Deshalb kam vor allem für die Betriebe des Nahrungsgütermaschinenbaus eine konzernartige Organisation und Leitung zur Anwendung.
Anfang der 1980er Jahre waren aus den Betrieben der ersten Entwicklungsetappe Einheiten entstanden, bei denen die bisherige Organisations- und Leitungsstruktur an ihre Grenzen stieß, zumal inzwischen der größere Teil der Kombinatsbetriebe in konzernartigen Strukturen eingeordnet war. Deshalb wurde 1982 die Mehrzahl der für die Betriebe Erntemaschinen zentralisierten Leitungs- und Leistungseinheiten aufgelöst und auch diese Betriebe mit allen für ein selbständiges Agieren notwendigen Funktionen ausgestattet. In Verbindung damit ist unter anderem das Mähdrescherwerk Bischofswerda/Singwitz mit fast 7000 Beschäftigten entstanden.
In der Übersicht der wichtigsten Betriebe und des Zeitraumes ihrer Zugehörigkeit zum Kombinat Fortschritt Landmaschinen wird der jeweils bekannteste Betriebsname verwendet. Diese Betriebe hatten den Status eines VEB.
- Kyffhäuserhütte Artern (1978 bis 1984)
- Landmaschinenbau Bernburg (1978 bis 1990)
- Fortschritt Erntemaschinen Bischofswerda (1951 bis 1990)
- Elisabethhütte Brandenburg (1987 bis 1990)
- Ingenieurbetrieb für Rationalisierung und Projektierung Dresden (1985 bis 1990)
- Landtechnikprojekt/Agroanlagen Dresden (1963 bis 1967 und 1978 bis 1990)
- Mühlenbau Dresden (1970 bis 1984)
- Landmaschinenbau Döbeln (1978 bis 1990)
- Impulsa Elsterwerda (1978 bis 1990)
- Erfurter Mälzerei- und Speicherbau (1970 bis 1990)
- Landmaschinenbau Falkensee (1978 bis 1990)
- Metallguss Finsterwalde (1987 bis 1990)
- Schmiedewerk Großenhain (1969 bis 1990)
- Landmaschinenbau Güstrow (1978 bis 1990)
- Landmaschinenbau Halberstadt (1978 bis 1990)
- Bäckereimaschinenbau Halle (1970 bis 1984)
- Backofenfabrik Bautzen (Bofaba Bautzen)
- Getriebewerk Kirschau (1951 bis 1990)
- Bodenbearbeitungsgerätewerk Leipzig (1978 bis 1990)
- Dämpferbau Lommatzsch (1978 bis 1990)
- Fortschritt Erntemaschinen Neustadt in Sachsen (1951 bis 1990)
- Sirokko-Gerätewerk Neubrandenburg (1978 bis 1990)
- Apparatebau Nordhausen (1970 bis 1984)
- Press- und Stanzwerk Raguhn (1978 bis 1990)
- Hebezeugwerk Sebnitz
- Dieselmotorenwerk Schönebeck (1978 bis 1990)
- Traktorenwerk Schönebeck (1973 bis 1990)
- Fortschritt Erntemaschinen Singwitz (1951 bis 1990)
- Landmaschinenbau Torgau (1978 bis 1990)
- Landmaschinenbau Tröbitz (1968 bis 1990)
- Weimar-Werk (1978 bis 1990)
- Mühlen- und Maschinenbau Wittenberg (1970 bis 1984)
- Petkus Landmaschinenwerk Wutha (1970 bis 1990)
- Meteor-Werke Zella-Mehlis (1978 bis 1990)
- Außenhandelsbetrieb Fortschritt Landmaschinen (1978 bis 1990)
- Handelskombinat agrotechnik (1978 bis 1990)

## Erzeugnisse

Umsatzanteile der Fortschritt-Landmaschinenprogramme Ende der 1980er Jahre

Begonnen wurde in der ersten Entwicklungsetappe mit der Wiederaufnahme der Erzeugnislinien der Firmen Raußendorf, Klinger, Knauthe und Wagner. Das waren vor allem Dreschmaschinen, Strohpressen und Jauchepumpen. Daran knüpften die Weiter- und Eigenentwicklungen der 1950er Jahre an, zu denen gehörten
- Mehrere Typen Dreschmaschinen und Strohpressen, darunter die Stahlausführung K 117 mit Ferneinleger und Strohpresse,
- Gebläsehäcksler F 603,
- Mehrere Typen Traktoranbaumähwerke und Heuwerbungsmaschinen,
- Mehrere Typen Tränkebecken, Jauchepumpen und Entmistungsanlagen.

Es folgten die auf die landwirtschaftlichen Großbetriebe ausgerichteten Erzeugnisse
- Räum- und Sammelpresse T 242 (ab 1953),
- Mählader E 062 (ab 1955),
- Feldhäcksler E 065 mit den Nachfolgetypen E 066/067 (ab 1957),
- Schlegelhäcksler E 069 (ab 1963),
- Hochdruckpresse K 441 mit dem Nachfolger K 442 (ab 1959),
- Radrechwender E 247/249 (ab 1962),
- Mehrzweckanhänger/Stalldungstreuer T 087 (ab 1964).

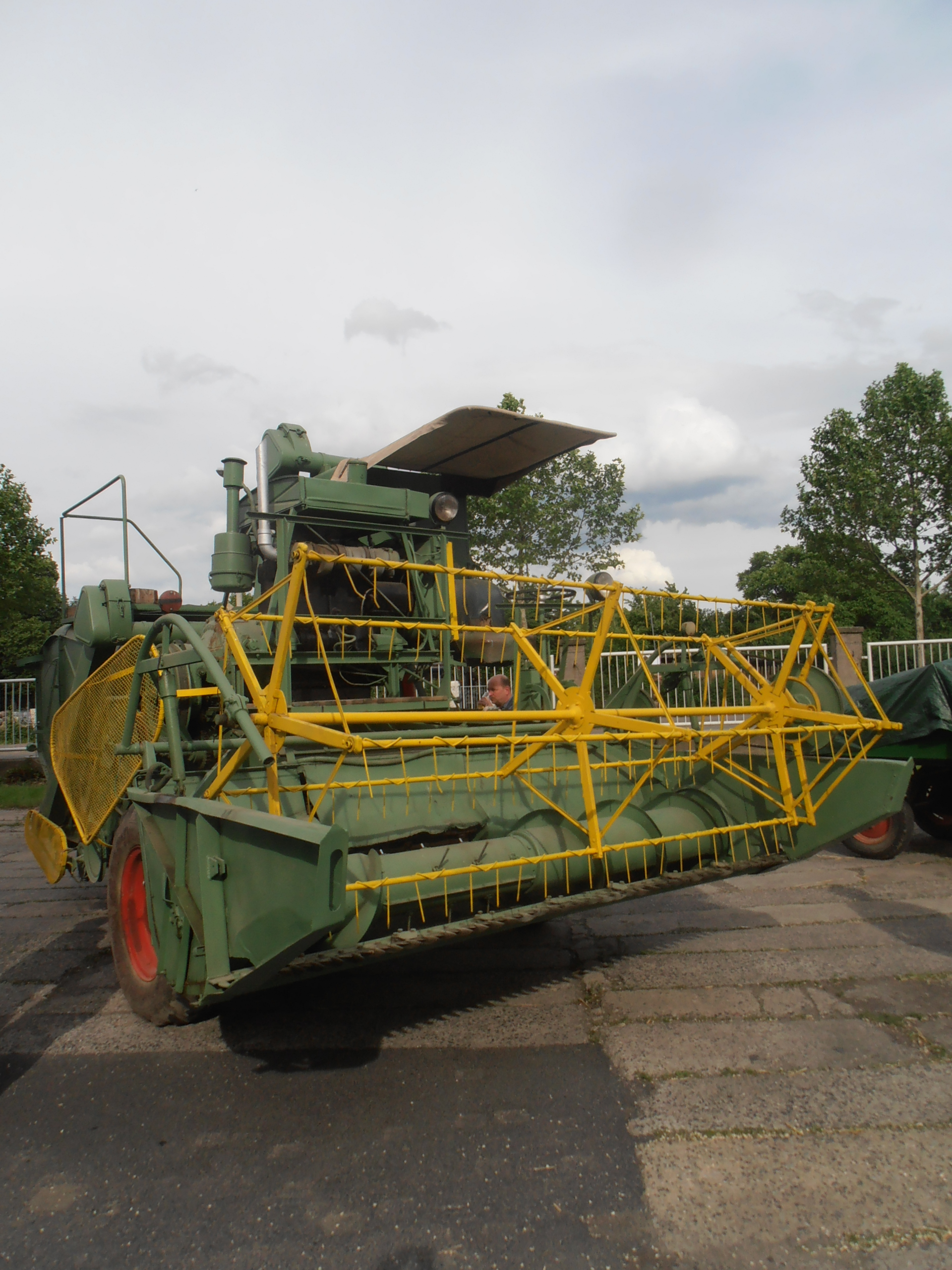
Fortschritt E175

Im Zuge der Spezialisierung der Landmaschinenbetriebe wurden die Erzeugnislinie Mähdrescher vom Weimar-Werk Anfang 1960 übernommen und die selbstfahrenden Halmfuttererntemaschinen eingeführt:
- Mähdrescher E 175 und weitere Typen dieser Baureihe (ab 1960),
- Mähdrescher E 512 (ab 1968),
- Selbstfahrender Feldhäcksler E 280 und sein Nachfolgetyp E 281 (ab 1970),
- Selbstfahrender Schwadmäher E 301 und seine Nachfolgetypen E 302 und E 303 (ab 1970),
- Spezialanhänger/Düngerstreuer T088 (ab 1974),
- Hochdruckpresse K 453 und Weiterentwicklung K 454 (ab 1975),
- Mähdrescher E 516 und Nachfolgetyp E 516B bzw. E 517 (ab 1976 resp. 1983/1985),
- Mähdrescher E 514 (ab 1982),
- Mähdrescher E 524 als erstes Modell einer neuen Baureihe (ab 1988),
- Mähdrescher E 526 als zweites Modell einer neuen Baureihe (1990, wendebedingt nur Kleinserie).

Von den selbstfahrenden Feldhäckslern und Schwadmähern wurden von 1970 bis 1989 je etwa 90.000 Stück produziert. Das sind die bisher weltweit größten Stückzahlen bei solchen Erzeugnissen.
In der zweiten Entwicklungsetappe erfolgte ab 1970 Erweiterung des Erzeugnisprogramms mit den Maschinen und Ausrüstungen für
- Aufbereitung, Konservierung und Lagerung von Getreide und Saatgut (Wutha und Erfurt),
- Getreide- und Schälmühlen und Mischfutterwerke (Dresden und Wittenberg),
- Backwarenherstellung (Halle),
- Mälzereien und Brauereien (Erfurt und Nordhausen)

sowie den Traktoren (Schönebeck, ab 1973 mit den Typen ZT 300/303 und der Weiterentwicklung zum Typ ZT 320/323 ab 1984).
Die zusätzlichen Erzeugnisprogramme in der dritten Entwicklungsetappe ab 1978 waren
- Maschinen für die Bodenbearbeitung und Bestellung (Leipzig, Bernburg und Torgau),
- Maschinen für die Düngung (Güstrow, Elsterwerda/Annaburg und Döbeln),
- Kartoffelerntetechnik (Weimar),
- Maschinen und Ausrüstungen für die Aufbereitung, Lagerung und Vermarktung von Kartoffeln (Weimar, Döbeln/Lommatzsch, Falkensee und Halberstadt),
- Rübenerntetechnik (bereits ab Mitte der 1970er Jahre nur noch Baugruppenproduktion für den selbstfahrenden Rübenernter KS 6 in der Ukraine in Leipzig, Döbeln und Torgau),
- Umschlag-, Transport- und Fördertechnik (Weimar, Falkensee und Elsterwerda/Annaburg),
- Maschinen und Ausrüstungen für die Milchgewinnung (Elsterwerda),
- Maschinen und Ausrüstungen für die Milchverarbeitung (Artern).

Schwerpunkte der Zuliefer- und Konsumgüterprogramme waren
- Dieselmotoren (Schönebeck),
- Getriebe (Kirschau und Güstrow),
- Rollenketten (Zella-Mehlis und Güstrow),
- Guss- und Schmiedeteile (Bautzen, Brandenburg, Finsterwalde und Großenhain),
- Metallgewebe und Lochbleche (Wutha/Raghun),
- Hydraulikschläuche (Plauen),
- Mikroelektronische Baugruppen (Ingenieurbetrieb für Rationalisierung und Projektierung Dresden),
- Produktion und Instandhaltung von Militärtechnik (Güstrow, Neubrandenburg und Leipzig),
- Ölheizgeräte (Betriebes Neubrandenburg),
- PKW-Anhänger (Torgau und Schönebeck),
- Gartentrac (Neustadt in Sachsen),
- Jugendfahrräder der Marken Mifa, Fortschritt, Pionier, Twenter und Junior[2] (Bischofswerda / Neukirch).

## Generaldirektoren
- Bernhard Thieme (ab 1964, zum 31. Dezember 1981 abgesetzt)
- Günter Salzmann (1982–1986)
- Hans Schneider (1986–1990)

## Gesellschaftliches Engagement und Sportförderung
Das Kombinat übernahm für die an den Produktionsstandorten in Neustadt und Bischofswerda befindlichen heutigen Fußballvereine SSV Neustadt/Sachsen und Bischofswerdaer FV 08 die finanzielle Förderung, weswegen beide Vereine die Markenbezeichnung des Kombinats Fortschritt im Namen führten, was ansonsten nur Betriebssportgemeinschaften aus der Textilindustrie vorbehalten war.